# Lagetta lagetto
Espèce
Lagetta lagetto est une espèce de plantes dicotylédones de la famille des Thymelaeaceae, originaire des Caraïbes.
C'est un arbuste, qui a reçu dans les Antilles le nom de « bois-dentelle » parce que l'écorce interne est structurée en réseau de fibres entrelacées et anastomosées qui évoque de la dentelle, et qui a été utilisée localement pendant des siècles pour fabriquer des vêtements ainsi que des objets utilitaires tels que nattes et cordes,. 
Noms vernaculaires
- français (Haïti) : laget, laget à dentelle, bois-dentelle, bois de dentelle, daguille ;
- anglais : lagetto lacebarktree, gauze tree, lace-bark ;
- espagnol : daguilla, daguilla común, daguilla de loma, guanilla, lagetto, palo de encaje ;
- créole (Haïti) : bwa dantèl, dagwi, lagèt.

## Synonymes
Selon Catalogue of Life (5 juillet 2016) : 	
- Daphne lagetto Sw.,
- Lagetta linearia Lam.

## Description

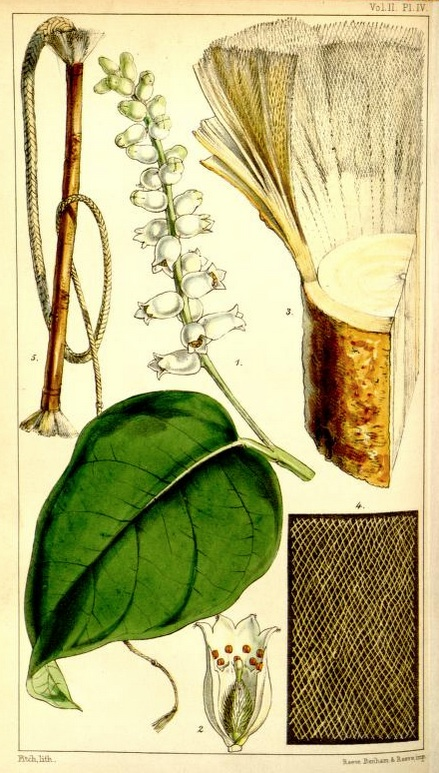
Illustration botanique extraite de Journal of Botany and Kew Garden Miscellany, vol. II, planche IV, de William Hooker (1850). On peut voir un échantillon de l'écorce dentelle (en bas, à droite) et un fouet fait de ce matériau (en haut, à gauche).

Lagetta lagetto est un arbuste ou un petit arbre, pyramidal, étroit, pouvant atteindre 4 à 10 m de haut.
Les feuilles persistantes, coriaces, lisses, de couleur vert foncé, sensiblement cordiformes, mesurent environ 10 cm de long sur 6 cm de large.
Les fleurs, petites, subsessiles, sont rassemblées en épis disposées en alternance le long des rameaux à l'aisselle des feuilles.
La corolle blanche, de forme campanulée tubulaire, se divise sur son bord extérieur en quatre lobes ovales pointus. 
Le calice est absent.
Les courtes étamines, filamenteuses, au nombre de huit, sont dissimulées dans la corolle.
Les fruits sont des drupes arrondies, velues, contenant un noyau ovoïde, brun foncé, long de 6 mm environ.

## Distribution et habitat
Lagetta lagetto pousse en sous-bois des forêts des îles des Caraïbes, en particulier la Jamaïque, Cuba et Saint-Domingue (partagée entre Haïti et la république dominicaine). Cet arbuste émerge souvent de crevasses dans les pentes rocheuses calcaires. 
On l'a signalé tout au long de la cordillère centrale de la Jamaïque à des altitudes allant de 40 à 800 mètres, ainsi que sur d'autres crêtes montagneuses des régions du centre-ouest de l'île,